# Kråke Lithander
Kråke Lithander, född 15 juni 1953 i Stockholm, död 19 oktober 2024, var en svensk matskribent, fotomodell och TV-kock, som var en av kockarna i matlagningsprogrammet Lättlagat.
Lithander var i början av 1970-talet verksam som fotomodell i Stockholm, Paris och London. 
Hon drev från 1985 fram till 2017 hotell och restaurang utanför Kristianstad.
Från 2009 drev hon även tjänsten Days in Sweden. Lithander skrev 1995–2004 kolumner i tidningen Amelia.
Lithander gav 1998 ut sin första bok, Äpplen. Hon var sommarvärd 3 augusti 1998. 